# Список послов России и СССР в Нидерландах
В статье представлен список послов России и СССР в Нидерландах.

## Хронология дипломатических отношений
- 1700 г. — открыто российское дипломатическое представительство в Гааге.
- 16 апреля 1707 г. — открыто российское консульство в Амстердаме.
- 1 января 1802 г. — установлены дипломатические отношения.
- 9 июля 1810 г. — дипломатические отношения прерваны после присоединения Голландского королевства к Франции.
- 1814 г. — дипломатические отношения возобновлены.
- 26 октября 1917 г. — дипломатические отношения прерваны после Октябрьской революции.
- 10 июля 1942 г. — установлены дипломатические отношения с правительством Нидерландов в Лондоне на уровне дипмиссий.
- 22 октября — 4 ноября 1942 г. — дипмиссия преобразована в посольство.

## Список послов
| Срок полномочий                   | Посол                                | Годы жизни | Вручение верительных грамот | Комментарии                                           |
| --------------------------------- | ------------------------------------ | ---------- | --------------------------- | ----------------------------------------------------- |
| Русское царство                   |                                      |            |                             |                                                       |
| 4 апреля 1699 — 1712              | Андрей Артамонович Матвеев           | 1666—1728  |                             | Полномочный министр                                   |
| 17 октября 1711 — июнь 1712       | Борис Иванович Куракин               | 1676—1727  |                             |                                                       |
| 14 октября 1712 — 2 ноября 1721   | Борис Иванович Куракин               | 1676—1727  |                             |                                                       |
| Российская империя                |                                      |            |                             |                                                       |
| 2 ноября 1721 — 31 августа 1725   | Борис Иванович Куракин               | 1676—1727  |                             |                                                       |
| 1725 — 1728                       | Иван Гаврилович Головкин             | 1687—1734  |                             | Посланник                                             |
| 1728 — 1731                       | Я. Фандербург                        |            |                             | Резидент                                              |
| 27 июля 1731 — 31 января 1759     | Александр Гаврилович Головкин        | 1689—1760  |                             | Посланник                                             |
| Октябрь 1761 — февраль 1762       | Александр Романович Воронцов         | 1741—1805  |                             | Полномочный министр                                   |
| 1761 — 1764                       | Алексей Леонтьевич Гросс             | 1713—1765  |                             | Посланник                                             |
| 27 марта 1764 — 12 августа 1768   | Александр Романович Воронцов         | 1741—1805  |                             | Полномочный министр                                   |
| 1768 — 1769                       | Алексей Семёнович Мусин-Пушкин       | 1729—1817  |                             | Посланник                                             |
| 1769 — 1782                       | Дмитрий Алексеевич Голицын           | 1734—1803  |                             |                                                       |
| 20 декабря 1781 — 1783            | Аркадий Иванович Морков              | 1747—1827  |                             | Второй посланник до 1782, затем посланник             |
| 1783 — 1793                       | Степан Алексеевич Колычёв            | 1746—1805  |                             | Посланник                                             |
| 1793 — 1795                       | Михаил Семёнович Новиков             |            |                             | Поверенный в делах                                    |
| 1797 — 1799                       | Степан Алексеевич Колычёв            | 1746—1805  |                             | Посланник                                             |
| 1 января 1802 — 11 ноября 1807    | Густав Оттонович Штакельберг         | 1766—1850  |                             | Посланник                                             |
| Апрель 1802 — сентябрь 1802       | Карл Исакович Гугберг                |            |                             | И. д. поверенного в делах                             |
| 3 февраля 1808 — 12 августа 1810  | Сергей Николаевич Долгоруков         | 1769—1829  |                             | Посланник                                             |
| 19 мая 1814 — 6 апреля 1821       | Карл Людвигович Фуль                 | 1757—1826  |                             | Посланник                                             |
| 23 мая 1821 — 5 февраля 1822      | Дмитрий Павлович Татищев             | 1767—1845  |                             | Посланник                                             |
| 20 ноября 1821 — 5 апреля 1824    | Пётр Казимирович Мейендорф           | 1796—1863  |                             | Поверенный в делах                                    |
| 8 августа 1823 — 5 апреля 1824    | Пётр Яковлевич Убри                  | 1774—1847  |                             | Посланник                                             |
| 5 апреля 1824 — 9 апреля 1832     | Николай Дмитриевич Гурьев            | 1789—1849  |                             | Поверенный в делах до 23 января 1826, затем посланник |
| 9 апреля 1832 — 16 марта 1837     | Иван Алексеевич Потёмкин             | 1780—1849  |                             | Посланник                                             |
| 16 марта 1837 — 6 декабря 1853    | Франц Петрович Мальтиц               | 1794—1857  |                             | Посланник                                             |
| 6 декабря 1853 — 13 октября 1857  | Сергей Григорьевич Ломоносов         | 1799—1857  |                             | Посланник                                             |
| 23 октября 1857 — 28 мая 1866     | Александр Павлович Мансуров          | 1788—1880  |                             | Посланник                                             |
| 16 апреля 1867 — 2 января 1871    | Карл Владимирович Кнорринг           | 1823—1871  |                             | Посланник                                             |
| 6 марта 1871 — 1 февраля 1884     | Николай Аркадьевич Столыпин          | 1814—1884  |                             | Посланник                                             |
| 9 февраля 1884 — 7 июня 1892      | Пётр Алексеевич Капнист              | 1839—1904  |                             | Посланник                                             |
| 28 июля 1892 — 1905               | Кирилл Васильевич Струве             | 1835—1907  |                             | Посланник                                             |
| 1905 — 1907                       | Николай Валерьевич Чарыков           | 1855—1930  |                             | Посланник                                             |
| 1908 — 1912                       | Пётр Константинович фон дер Пален    | 1859—1912  |                             | Посланник                                             |
| 4 июля 1912 — 3 марта 1917        | Александр Николаевич Свечин          | 1859—1939  |                             | Посланник                                             |
| Временное правительство России    |                                      |            |                             |                                                       |
| Март 1917 — 26 октября 1917       | Генрих Генрихович Бах                | 1863—1935  |                             | Поверенный в делах                                    |
| СССР                              |                                      |            |                             |                                                       |
| 12 января 1943 — 30 ноября 1943   | Александр Ефремович Богомолов        | 1900—1969  | 12 января 1943              |                                                       |
| 30 ноября 1943 — 6 мая 1945       | Виктор Захарович Лебедев             | 1900—1968  | 24 февраля 1944             |                                                       |
| 23 июня 1945 — 24 августа 1949    | Василий Алексеевич Вальков           | 1904—1972  | 31 июля 1945                |                                                       |
| Декабрь 1949                      | Михаил Сергеевич Ветров              | 1909—1980  |                             | Временный поверенный                                  |
| 14 декабря 1949 — 29 июля 1953    | Григорий Титович Зайцев              | 1902—1990  | 17 марта 1950               |                                                       |
| 29 июля 1953 — 30 июня 1959       | Степан Павлович Кирсанов             | 1908—1967  | 4 сентября 1953             |                                                       |
| 30 июня 1959 — 21 июня 1962       | Пантелеймон Кондратьевич Пономаренко | 1902—1984  | 4 ноября 1959               |                                                       |
| 7 мая 1963 — 10 октября 1966      | Иван Иванович Тугаринов              | 1905—1966  | 29 мая 1963                 |                                                       |
| 21 июня 1967 — 20 апреля 1973     | Владимир Сергеевич Лавров            | 1919—2011  | 6 июля 1967                 |                                                       |
| 20 апреля 1973 — 1 февраля 1979   | Александр Иосифович Романов          | 1912—1995  | 2 мая 1973                  |                                                       |
| 1 февраля 1979 — 3 июня 1982      | Василий Сергеевич Толстиков          | 1917—2003  | 23 февраля 1979             |                                                       |
| 3 июня 1982 — 26 февраля 1985     | Виктор Николаевич Белецкий           | 1928—1998  | 7 июля 1982                 |                                                       |
| 26 февраля 1985 — 1 октября 1988  | Анатолий Иванович Блатов             | 1914—1988  |                             |                                                       |
| 20 октября 1988 — 25 декабря 1991 | Александр Давидович Чикваидзе        | 1932—2012  |                             |                                                       |
| Российская Федерация              |                                      |            |                             |                                                       |
| 25 декабря 1991 — 18 марта 1992   | Александр Давидович Чикваидзе        | 1932—2012  |                             |                                                       |
| 18 марта 1992 — 17 апреля 1998    | Леонид Алексеевич Скотников          | 1951—      |                             |                                                       |
| 17 апреля 1998 — 20 августа 2003  | Александр Георгиевич Ходаков         | 1952—      |                             |                                                       |
| 20 августа 2003 — 5 ноября 2009   | Кирилл Горациевич Геворгян           | 1953—      |                             |                                                       |
| 5 ноября 2009 — 15 сентября 2015  | Роман Анатольевич Колодкин           | 1960—      | 14 января 2010              |                                                       |
| 15 сентября 2015 — 5 декабря 2023 | Александр Васильевич Шульгин         | 1951—      | 7 октября 2015              |                                                       |
| 5 декабря 2023 — настоящее время  | Владимир Евгеньевич Тарабрин         | 1957—      | 31 января 2024              |                                                       |